# Iwnica (obwód kurski)
Iwnica (ros. Ивница) – wieś (ros. село, trb. sieło) w zachodniej Rosji, w sielsowiecie pogriebskim rejonu sudżańskiego w obwodzie kurskim.

## Geografia
Miejscowość położona jest nad rzeką Iwnica, 24 km od granicy z Ukrainą, 7 km od centrum administracyjnego sielsowietu pogriebskiego (Pogriebki), 25,5 km od centrum administracyjnego rejonu (Sudża), 71 km od Kurska.

## Demografia
W 2010 r. miejscowość zamieszkiwało 27 osób.